# Jean-Philippe Maitre

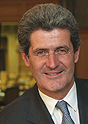
Jean-Philippe Maitre

Jean-Philippe Maitre (* 18. Juni 1949 in Genf; † 1. Februar 2006 ebenda) war ein Schweizer Politiker (CVP) und Mitglied des Nationalrats. Er war der gewählte Nationalratspräsident für das Jahr 2005, trat jedoch aus gesundheitlichen Gründen am 18. Februar 2005 vorzeitig zurück.

## Biografie
Bereits sein Vater Yves Maitre war CVP-Politiker und Nationalrat. Jean-Philippe Maitre studierte Jurisprudenz an der Universität Genf. Er arbeitete als Rechtsanwalt in Genf.
Von 1973 bis 1985 sass Jean-Philippe Maitre im Grossen Rat des Kantons Genf. Von 1980 bis 1984 war er Präsident der CVP seines Heimatkantons. 1983 wurde Maitre in den Nationalrat gewählt und danach fünf Mal wiedergewählt. Neben seiner Tätigkeit als Nationalrat war er von 1985 bis 1997 Genfer Staatsrat (Exekutive) und leitete das Volkswirtschaftsdepartement. 1992 und 1997 war er Staatsratspräsident. Von 1991 bis 1995 und dann wieder von 1998 bis 2002 war Maitre Mitglied des Präsidiums der CVP Schweiz. In der Zeit dazwischen war er Fraktionschef der CVP in der Bundesversammlung.
Jean-Philippe Maitre starb an den Folgen eines Gehirntumors. Er war verheiratet und hatte drei Kinder. Sein Sohn Vincent Maitre ist seit 2019 ebenfalls Mitglied im Nationalrat für die CVP.